# José Malcampo
José Malcampo y Monge, né à San Fernando (province de Cadix) en 1828 et mort à Sanlúcar de Barrameda en 1880, marquis de saint Raphaël, est un marin et homme d'État espagnol.

## Biographie
Il participa à la Révolution de 1868 et fut au cours du sexennat démocratique président du Conseil des ministres d'Amédée Ier en 1871, ministre de la marine en 1872 et sénateur de sa province natale. Il fut plus tard gouverneur et capitaine général des Philippines (1874-1877). On lui concéda les titres de comte de Joló et vicomte de Mindanao.